# دانش اظهاری

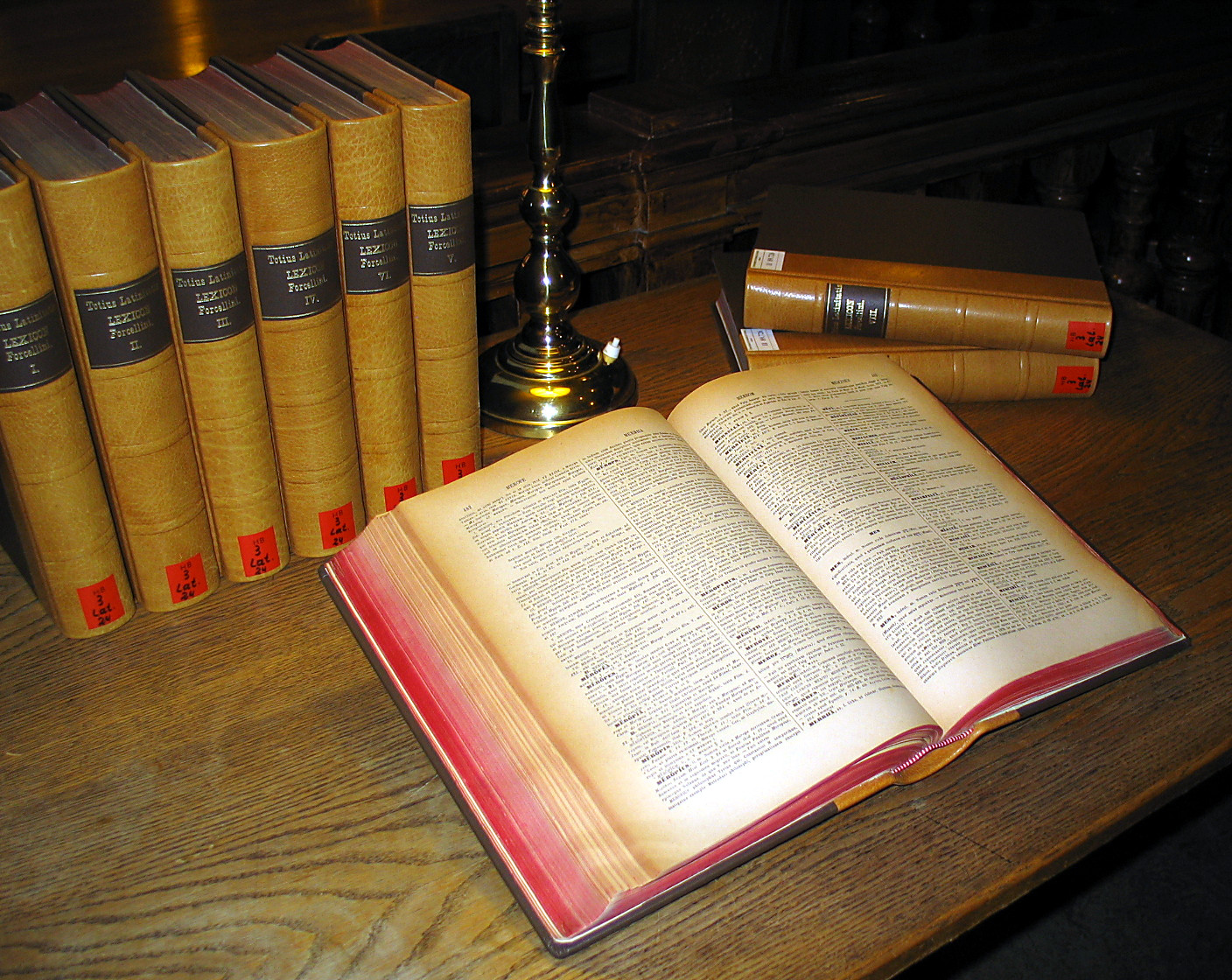
دانش اظهاری را می‌توان با استفاده از جملات بیانی ذخیره‌شده در کتاب‌ها بیان کرد.

دانش اظهاری (انگلیسی: Declarative knowledge) که به آن معرفت نظری، دانش توصیفی، دانش اخباری، معرفت گزاره‌ای و معرفتی نیز می‌گویند، آگاهی از حقایق است که می‌توان آن را با استفاده از جملات توصیفی بیان کرد. دانش اظهاری به یک کاربرد یا هدف خاص محدود نمی‌شود و می‌تواند در کتاب یا رایانه ذخیره شود.
معرفت‌شناسی رشته اصلی مطالعه دانش اظهاری است. و به مطالعه مؤلفه‌های ضروری دانش اظهاری می‌پردازد. بر اساس یک دیدگاه، دانش اظهاری سه عنصر دارد: اعتقادی است که درست و موجه است. به‌عنوان یک باور، یک تعهد ذهنی به صحت ادعای مورد اعتقاد است، درحالی‌که حقیقت یک جنبه عینی است. برای موجه شدن، یک باور باید با استناد به دلایل موجه عقلانی باشد. این بدان معنی است که حدس‌های صرف حتی اگر درست باشند، دانش نیستند. در معرفت‌شناسی معاصر، مؤلفه‌های اضافی یا جایگزین پیشنهاد شده‌است. یک پیشنهاد این است که هیچ مدرک متناقضی وجود نداشته باشد. پیشنهاد دیگر این است که این باور ناشی از یک فرایند شناختی قابل اعتماد است و این باور خطاناپذیر است.
بر اساس منبع علم، نوع ادعایی که معلوم است و میزان قطعیت آن علم، می‌توان انواع علم توصیفی را تشخیص داد. یک تقابل بین دانش پسینی است که از تجربه ناشی می‌شود و دانش پیشینی که مبتنی بر تأمل عقلانی محض است. طبقه‌بندی‌های دیگر شامل دانش دامنه و دانش عمومی، دانش حقایق، مفاهیم و اصول و همچنین دانش ضمنی دانش صریح است.
دانش اظهاری اغلب در مقابل دانش عملی و دانش از طریق آشنایی قرار می‌گیرد. دانش عملی شامل مهارت‌هایی است، مانند دانستن نحوه سوار شدن بر اسب. این یک شکل از دانش غیر عقلانی است زیرا نیازی به درگیر کردن باورهای واقعی ندارد. دانش از طریق آشنایی با چیزی است که بر اساس تجربه دست اول است، مانند دانستن طعم شکلات. حتی اگر فرد اطلاعات واقعی در مورد شیء نداشته باشد، این آشنایی می‌تواند وجود داشته باشد. برخی از نظریه‌پردازان نیز دانش اظهاری را با دانش شرطی، دانش تجویزی، دانش ساختاری، دانش موردی و دانش راهبردی مقایسه می‌کنند.
برای فعالیت‌های مختلف، مانند برچسب‌گذاری پدیده‌ها و همچنین توصیف و توضیح آن‌ها، دانش بیانی مورد نیاز است. می‌تواند فرآیندهای حل مسئله و تصمیم‌گیری را هدایت کند. در بسیاری از موارد، ارزش بر اساس سودمندی آن در دستیابی به اهداف است. با این حال، سودمندی همیشه آشکار نیست و همه مصادیق دانش اظهاری ارزشمند نیستند. بسیاری از دانشی که در مدرسه تدریس می‌شود، دانش اظهاری است. گفته می‌شود که به‌عنوان حافظه آشکار ذخیره می‌شود و می‌توان از طریق به خاطر سپردن یادگرفت. اما در بسیاری از موارد، پرورش درک عمیق‌تری که اطلاعات جدید را در ساختارهای گسترده‌تر ادغام می‌کند و آن را به دانش از قبل موجود متصل می‌کند، سودمند است. منابع دانش اظهاری عبارتند از ادراک، درون‌نگری، حافظه، استدلال و شهادت.

## تعریف و حوزه معنایی
دانش اظهاری آگاهی یا درک واقعیات است. می‌توان آن را از طریق زبان گفتاری و نوشتاری با استفاده از جملات بیانی ابراز کرد و بنابراین می‌توان آن را از طریق ارتباط کلامی به‌دست‌آورد. نمونه‌هایی از دانش اظهاری عبارتند از دانستن این‌که «پرنسس دایانا در سال ۱۹۹۷ درگذشت» یا این‌که «وقتی گوته نوشتن فاوست را به پایان رساند ۸۳ سال داشت». دانش اظهاری شامل بازنمایی‌های ذهنی در قالب مفاهیم، ایده‌ها، نظریه‌ها و قواعد کلی است. از طریق این بازنمایی‌ها، شخص با به‌تصویر کشیدن جنبه خاصی از واقعیت، در رابطه با جنبه خاصی از واقعیت قرار می‌گیرد. دانش اظهاری تمایل به مستقل بودن از زمینه دارد: به هیچ کاربرد خاصی وابسته نیست و ممکن است برای بسیاری از وظایف به‌کار گرفته شود. این موضوع شامل طیف گسترده‌ای از پدیده‌ها است و هم دانش حقایق فردی و هم قوانین کلی را در بر می‌گیرد. یک مثال برای حقایق فردی دانستن این‌که جرم اتمی طلا ۱۹۶/۹۷ u است. از سوی دیگر، دانستن این‌که رنگ برگ برخی درختان در پاییز تغییر می‌کند متعلق به قوانین کلی است. به‌دلیل ماهیت کلامی آن، دانش اظهاری را می‌توان در رسانه‌هایی مانند کتاب و هارددیسک ذخیره کرد. همچنین ممکن است با استفاده از رایانه پردازش شود و نقش کلیدی در اشکال مختلف هوش مصنوعی ایفا کند، برای مثال، در پایگاه دانش سیستم‌های خبره.
اصطلاحاتی مانند دانش توصیفی، دانش نظری، دانش گزاره‌ای و معرفت که مترادف دانش اظهاری هستند و جنبه‌های مختلف آن را بیان می‌کنند. دانش نظری دانشی است از آنچه در گذشته، حال یا آینده وجود دارد، مستقل از یک دیدگاه عملی در مورد چگونگی دستیابی به یک هدف خاص. دانش توصیفی دانشی است که شامل توصیف اشیا، رویدادها یا مفاهیم واقعی یا حدسی است. دانش گزاره‌ای ادعا می‌کند که یک گزاره یا ادعا در مورد جهان صادق است. این اغلب با استفاده از عبارت که- بیان می‌شود، مانند «دانستن این که کانگوروها می‌پرند» یا «دانستن این که ۴=۲+۲». به همین دلیل از آن به عنوان دانش-که نام می‌برند. دانش اظهاری در تضاد با دانش غیراظهاری است که به درک صریح اطلاعات واقعی در مورد جهان مربوط نمی‌شود. در این راستا، دانش عملی در قالب مهارت و دانش از طریق آشنایی به‌عنوان نوعی آشنایی تجربی، اشکالی از دانش اظهاری نیستند. رشته اصلی تحقیق در مورد دانش اظهاری، معرفت‌شناسی نام دارد. و سعی می‌کند ماهیت خود را مشخص کند، این‌که چگونه به‌وجود می‌آید، چه ارزشی دارد و چه حدودی دارد.

## اجزاء
موضوع اصلی در معرفت‌شناسی، تعیین مؤلفه‌ها یا ویژگی‌های اساسی دانش اظهاری است. این حوزه تحقیق را تحلیل دانش می‌نامند. هدف آن فراهم کردن شرایطی است که به‌طور جداگانه لازم و به‌طور مشترک کافی است، تا یک حالت به دانش اظهاری تبدیل شود. از این نظر، شبیه به این است که چگونه یک شیمی‌دان یک نمونه را با شناسایی تمام عناصر شیمیایی تشکیل‌دهنده آن تجزیه می‌کند.

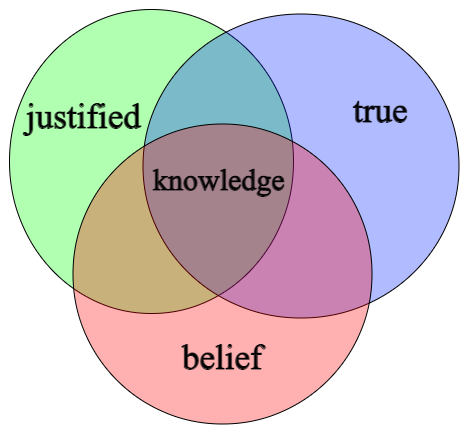
مؤلفه‌های اصلی که با دانش مرتبط است عبارتند از: باور، حقیقت و توجیه.

یک دیدگاه بیان می‌کند که دانش اظهاری دارای سه ویژگی اساسی است: (۱) باوری است که (۲) صادق است و (۳) موجه است. این موضع به‌عنوان نظریه معرفت باور-صادق-موجه نامیده می‌شود و اغلب به‌عنوان دیدگاه استاندارد دیده می‌شود. این دیدگاه به‌دنبال مجموعه‌ای از مثال‌های متضاد ارائه‌شده توسط ادموند گتیه در نیمه دوم قرن بیستم با انتقادهای قابل توجهی مواجه شد. در پاسخ، نظریه‌های جایگزین مختلفی از عناصر دانش اظهاری پیشنهاد شده‌است. برخی باور صادق موجه را شرط ضروری می‌دانند که به خودی خود کافی نیست و اجزای اضافی مورد نیاز را مورد بحث قرار می‌دهند. پاسخ دیگر این است که نیاز به توجیه را انکار کنیم و به‌دنبال یک جزء متفاوت برای جایگزینی آن باشیم. برخی از نظریه‌پردازان، مانند تیموتی ویلیامسون، این ایده را رد می‌کنند که دانش اظهاری را می‌توان به بخش‌های مختلف ساختارشکنی کرد. آن‌ها استدلال می‌کنند که این یک وضعیت معرفت‌شناختی اساسی و غیرقابل تحلیل است.

### باور
یکی از مؤلفه‌های پذیرفته‌شده دانش، باور است. از این نظر، هر کس می‌داند که نهنگ‌ها حیوان هستند، و به‌طور خودکار معتقد است که نهنگ‌ها حیوان هستند. باور حالتی ذهنی است که تأیید می‌کند که چیزی درست است. به‌عنوان نگرش به یک گزاره، به جنبه ذهنی دانش تعلق دارد. برخی از نظریه‌پردازان، مانند لوئیس ویلورو، بین باورهای ضعیف و قوی تمایز قائل می‌شوند. داشتن یک باور ضعیف به این معنی است که فرد فقط فرض می‌کند که چیزی درست است. آن‌ها حدس می‌زنند که احتمالاً این ادعا درست است و در عین حال تصدیق می‌کنند که ممکن است در مورد آن اشتباه کنند. این در تضاد با باور قوی است، که متضمن تعهد به ادعای مورد اعتقاد است. و مستلزم یقین به شکل اطمینان از آن است. برای دانش اظهاری، این احساس قوی‌تر از باور مرتبط است.
معدودی از معرفت‌شناسان، مانند کاتالین فارکاس، ادعا می‌کنند که حداقل در برخی موارد، دانش شکلی از باور نیست، بلکه نوع متفاوتی از حالت روانی است. یکی از استدلال‌های این موضع مبتنی بر جملاتی مانند «باور نمی‌کنم، من آن را می‌دانم» است که ممکن است برای بیان این‌که شخص بسیار مطمئن است و دلایل خوبی برای تأیید این ادعا دارد استفاده شود. با این حال، این استدلال به‌طور کلی پذیرفته نیست، زیرا دانستن چیزی به‌معنای انکار آن شخص به ادعا نیست. توضیح بیشتر این است که معتقدیم این بیانیه ابزاری زبانی برای تأکید بر این است که فرد به خوبی آگاه است. در این رابطه، تنها وجود یک باور ضعیف را انکار می‌کند، بدون آن که شکل قوی‌تری از باور را رد کند.

### صادق
باورها بسته به این‌که واقعیت را به درستی نشان دهند، درست یا نادرست هستند. حقیقت معمولاً به‌عنوان یکی از مؤلفه‌های اساسی دانش در نظر گرفته می‌شود. این بدان معناست که نمی‌توان ادعای نادرست را شناخت. برای مثال، می‌توان باور داشت که هیلاری کلینتون در انتخابات ریاست جمهوری ۲۰۱۶ آمریکا پیروز شد، اما هیچ‌کس نمی‌تواند آن را بداند زیرا این اتفاق رخ نداده‌است. این‌که یک گزاره صادق است به این معنا نیست که دانش مشترک آن را یک دلیل غیرقابل انکار می‌داند، یا این‌که کسی در مورد آن درست فکر می‌کند. در عوض، این فقط به این معنی است که چیزها را همان‌طور که هستند نشان می‌دهد. حقیقت یک عامل عینی دانش است که فراتر از حوزه ذهنی باور است، زیرا معمولاً به این بستگی دارد که دنیای بیرون از ذهن شخص چگونه است.
برخی از معرفت‌شناسان معتقدند که حداقل اشکالی از دانش وجود دارد که نیازی به حقیقت ندارد. برای مثال، جوزف توماس تولیور استدلال می‌کند که برخی از حالات ذهنی تنها به‌دلیل علل و آثاری که دارند به دانش تبدیل می‌شوند. حتی اگر چیزی را نشان ندهند و در نتیجه نه درست باشند و نه نادرست. دیدگاه متفاوتی در زمینه انسان‌شناسی دانش یافت می‌شود که به مطالعه چگونگی کسب، ذخیره، بازیابی و انتقال دانش می‌پردازد. در این رشته، دانش اغلب به معنای بسیار گسترده‌ای درک می‌شود که تقریباً معادل درک و فرهنگ است. در این رابطه، علاقه اصلی معمولاً این است که چگونه مردم ارزش‌های صدق را به محتواهای معنا نسبت می‌دهند، مانند زمانی که یک ادعا را مستقل از درست یا نادرست بودن این ادعا تأیید می‌کنند. علی‌رغم این مواضع، در معرفت‌شناسی پذیرفته شده‌است که صادق بودن جزء اساسی دانش اظهاری است.

### موجه
در معرفت‌شناسی، توجیه به این معناست که یک ادعا با شواهدی تأیید می‌شود یا این‌که شخص دلایل خوبی برای باور آن دارد. این مستلزم نوعی ارزیابی در رابطه با معیار ارزیابی عقلانیت است. برای مثال، شخصی که تازه حساب بانکی خود را چک کرده و می‌بیند که موجودی او ۵۰۰ دلار است، دلیل خوبی برای این باور دارد که ۵۰۰ دلار در حساب بانکی خود دارد. با این حال، توجیه به خودی خود به‌معنای واقعی بودن یک باور نیست. برای مثال، اگر شخصی زمان را از روی ساعت خود بخواند، ممکن است یک باور موجه در مورد زمان فعلی ایجاد کند، حتی اگر ساعت چند وقت پیش متوقف شود و اکنون زمان نادرستی را نشان دهد. اگر شخصی باور موجهی داشته باشد، اغلب می‌تواند این باور را بیان کند و دلایلی را ارائه کند که آن را تأیید می‌کند. این توانایی برای بیان دلایل خود یک نیاز ضروری برای توجیه نیست.
توجیه معمولاً به‌عنوان مؤلفه‌ای از دانش برای حذف حدس‌های موفق در نظر گرفته می‌شود. برای مثال، یک قمارباز که سکه‌ای را اجباری برمی‌گرداند، ممکن است مطمئن باشد که این بار بدون دلیل موجهی با باور، برنده خواهد شد. در این صورت، عقیده به معرفت نمی‌رسد حتی اگر معلوم شود که درست بوده‌است. این مشاهدات را می‌توان به راحتی با گنجاندن توجیه به‌عنوان یک جزء اساسی توضیح داد. این بدان معناست که باور قمارباز به دلیل عدم توجیه، به دانش نمی‌رسد. در این زمینه، صرف‌نظر واقعی برای ایجاد علم کافی نیست. موضوع اصلی در معرفت‌شناسی به معیارهای توجیه مربوط می‌شود، یعنی این‌که چه شرایطی برای موجه شدن یک باور باید رعایت شود. درون‌گرایان توجیه را به عنوان یک مؤلفه صرفاً ذهنی، شبیه به باور می‌دانند. آن‌ها ادعا می‌کنند که یک عقیده در صورتی موجه است که با سایر حالات روحی در ارتباط صحیح باشد. برای مثال، تجارب ادراکی می‌توانند باورهای مربوط به شیء درک‌شده را توجیه کنند. این در تضاد با برون‌گرایان است که ادعا می‌کنند توجیه شامل عوامل عینی است که خارج از ذهن فرد است. چنین عواملی می‌تواند شامل روابط علی با موضوع باور باشد یا این‌که فرآیندهای شناختی قابل اعتماد مسئول شکل‌گیری باور هستند.

مبناگرایی، انسجام‌گرایی، و بی‌نهایت‌گرایی نظریه‌هایی در مورد چگونگی ایجاد توجیه هستند. پیکان‌های سیاه نماد این است که چگونه یک باور از باور دیگر پشتیبانی می‌کند.

یک موضوع نزدیک به این موضوع مربوط به این است که چگونه حالات ذهنی مختلف باید با یکدیگر مرتبط باشند تا توجیه شوند. برای مثال، یک باور ممکن است توسط یک باور دیگر پشتیبانی شود. با این حال، در صورتی که باور دوم خود موجه نباشد، آیا این برای توجیه باور اول کافی است یا خیر. باز برای مثال، شخصی ممکن است باور کند که اتومبیل‌های فورد ارزان‌تر از بی‌ام‌دبلیو هستند زیرا این را از یک دوست شنیده‌است. با این حال، اگر دلیل موجهی وجود نداشته باشد که دوست منبع اطلاعاتی قابل اعتمادی است، این باور قابل توجیه نباشد. این می‌تواند به یک پسرفت بی‌نهایت منجر شود زیرا هر دلیلی برای اطمینان دوست ارائه شود ممکن است خود توجیه نداشته باشد. سه پاسخ رایج به این مشکل عبارتند از مبناگرایی، انسجام‌گرایی و بی‌نهایت‌گرایی. از نظر مبناگرایان، برخی از دلایل، مبنایی هستند و به دلایل دیگری برای توجیه آن‌ها وابسته نیستند. انسجام‌گرایان این ایده را رد می‌کنند که یک زنجیره بی‌نهایت از دلایل مورد نیاز است و استدلال می‌کنند که باورهای مختلف می‌توانند متقابلاً از یکدیگر حمایت کنند بدون این‌که یکی از آن‌ها اساسی‌تر از موارد دیگر باشد. از سوی دیگر، بی‌نهایت‌گرایان این ایده را می‌پذیرند که به زنجیره بی‌نهایتی از دلایل نیاز است.
بسیاری از بحث‌های مربوط به ماهیت دانش اظهاری بر نقش توجیه متمرکز است، به‌ویژه این‌که آیا اصلاً به آن نیاز است و چه چیز دیگری ممکن است برای تکمیل آن مورد نیاز باشد. در این زمینه مجموعه‌ای از آزمایش‌های فکری ادموند گتیه تأثیرگذار بود. آن‌ها موارد مشخصی از باورهای واقعی موجه را ارائه می‌کنند که به حد دانش نمی‌رسند. دلیل شکست آن‌ها یک نوع شانس معرفتی است. این بدان معناست که توجیه به درستی آن باور مربوط نیست. در یک آزمایش فکری، اسمیت و جونز برای کار درخواست می‌کنند و قبل از اعلام رسمی نتیجه، رئیس شرکت به اسمیت می‌گوید که جونز کار را خواهد گرفت. اسمیت می‌بیند که جونز ۱۰ سکه در جیب خود دارد، بنابراین به این باور موجه می‌رسد که نامزد موفق ۱۰ سکه در جیب خود دارد. در پایان، معلوم می‌شود که اسمیت بالاخره این شغل را به‌دست می‌آورد. بر حسب تصادف، اسمیت هم ۱۰ سکه در جیب خود دارد. گتیه ادعا می‌کند که به‌دلیل این تصادف، اعتقاد اسمیت مبنی بر این‌که نامزد موفق ۱۰ سکه در جیب خود دارد به اندازه دانش نیست. اعتقاد موجه و صادق است اما توجیه به حقیقت مربوط نیست.

## انواع
دانش اظهاری به اشکال مختلفی به‌وجود می‌آید. می‌توان بر اساس نوع محتوای آن چیزی که شناخته شده‌است، بین آن‌ها تمایز قائل شد. برای مثال، دانش تجربی آگاهی از حقایق قابل مشاهده است درحالی‌که دانش مفهومی درک طبقه‌بندی‌ها و نظریه‌های کلی و همچنین روابط بین آن‌هاست. نمونه‌های دیگر، دانش اخلاقی، دینی، علمی، ریاضی و منطقی و نیز خودشناسی است. تمایز بیشتر بر نحوه شناخت یک چیز متمرکز است. در سطح علی، منابع مختلف دانش با انواع مختلف دانش اظهاری مطابقت دارند. به‌عنوان مثال می‌توان به دانش از طریق ادراک، درون‌نگری، حافظه، استدلال و شهادت اشاره کرد.
در سطح منطقی، اشکال دانش را می‌توان بر اساس این‌که چگونه یک ادعای دانش توسط مقدمات آن پشتیبانی می‌شود، متمایز کرد. این طبقه‌بندی با اشکال مختلف استدلال منطقی مانند استدلال قیاسی و استقرایی مطابقت دارد. یک طبقه‌بندی نزدیک مرتبط بر قدرت منبع توجیه متمرکز است. بین دانش احتمالی و آپدیتیک تمایز قائل می‌شود. تمایز بین دانش پیشینی و پسینی، بر نوع منبع متمرکز است. این طبقه‌بندی‌ها در نقاط مختلف با یکدیگر هم‌پوشانی دارند. برای مثال، دانش پیشینی ارتباط نزدیکی با دانش آپدیتیک، مفهومی، قیاسی و منطقی دارد. از سوی دیگر، دانش پسینی با دانش احتمالی، تجربی، استقرایی و علمی مرتبط است. خودشناسی ممکن است با دانش درون‌نگر شناخته شود.
تمایز بین دانش پیشینی و پسینی با نقش تجربه تعیین می‌شود و با تضاد بین دانش تجربی و غیرتجربی مطابقت دارد. دانش پسینی دانش حاصل از تجربه است. این بدان معنی است که تجربه، مانند ادراک منظم، مسئول شکل‍گیری و توجیه است. دانستن سبز بودن درب خانه یکی از مصادیق دانش پسینی است زیرا به نوعی مشاهده حسی نیاز است. از سوی دیگر، برای دانش پیشینی هیچ تجربه‌ای لازم نیست. مبتنی بر تأمل عقلانی محض است و نه می‌توان آن را تأیید کرد و نه از طریق تجربه جعل کرد. به‌عنوان مثال می‌توان دانست که ۱۲=۷+۵ یا هر چیزی که همه جا قرمز است، همه جا آبی نیست. در این زمینه، تجربه در درجه اول به‌معنای مشاهده حسی است، اما می‌تواند شامل فرآیندهای مرتبط مانند درون‌نگری و حافظه نیز باشد. با این حال، شامل همه پدیده‌های آگاهانه نمی‌شود. برای مثال، داشتن بینش منطقی در مورد حل یک مسئله ریاضی به این معنی نیست که دانش حاصل پسینی است. و دانستن اینکه ۱۲=۷+۵ یک دانش پیشینی است حتی اگر نوعی آگاهی در یادگیری معنای نمادهایی مانند «۷» و «+» و آگاهی از مفاهیم مرتبط دخیل باشد.
یک طبقه‌بندی بین دانش حقایق، مفاهیم و اصول تمایز قائل می‌شود. آگاهی از حقایق مربوط به ارتباط اطلاعات عینی است، برای مثال، این‌که رنگ قرمز در چراغ راهنمایی به‌معنای توقف است یا این‌که کریستف کلمب در سال ۱۴۹۲ از اسپانیا به آمریکا سفر کرد. دانش مفاهیم در مورد ایده‌های انتزاعی و کلی‌تر که بسیاری از پدیده‌های فردی را در کنار هم قرار می‌دهند، کاربرد دارد؛ مثلاً آگاهی از مفهوم آهسته دویدن به‍معنای دانستن تفاوت آن با راه رفتن و دویدن و همچنین توانایی به‌کار بردن این مفهوم در موارد مشخص است. دانش اصول، آگاهی از الگوهای کلی علت و معلول، از جمله قواعد سرانگشتی است. این نوعی درک چگونگی کار کردن چیزها و آگاهی از توضیح این است که چرا اتفاقی به این شکل افتاده‌است. مثال‌ها این است که اگر رعد و برق بزند، صدای تندر می‌آید یا اگر شخصی از بانک سرقت کند، ممکن است به زندان برود. طبقه‌بندی‌های مشابه، بین دانش اظهاری افراد، رویدادها، اصول، قواعد، و هنجارها تمایز قائل می‌شوند.
دانش اظهاری با دانش صریح شناسایی می‌شود و در مقابل دانش ضمنی قرار می‌گیرد. دانش صریح، دانشی است که فرد از آن آگاه است و قابل بیان است. در حافظه آشکار ذخیره می‌شود. از سوی دیگر، دانش ضمنی، نوعی دانش تجسم‌یافته‌است که فرد نمی‌تواند آن را بیان کند. ارتباط دانش اظهاری با دانش صریح همیشه در ادبیات معاصر پذیرفته نشده‌است. برخی از نظریه‌پردازان استدلال می‌کنند که اشکالی از دانش اظهاری ضمنی وجود دارد. یک مثال فرضی شخصی است که مفهومی را آموخته‌است و اکنون قادر است اشیاء را طبق این مفهوم به‌درستی طبقه‌بندی کند، حتی اگر قادر به ارائه دلیل شفاهی برای تصمیم خود نباشد.
تضاد بیشتر بین دانش دامنه و دانش عمومی است. دانش دامنه برای یک موضوع محدود یا یک کار خاص اعمال می‌شود، اما خارج از آن بی‌فایده است. از سوی دیگر، دانش عمومی به موضوعات گسترده‌ای مربوط می‌شود یا کاربردهای کلی دارد. به‌عنوان مثال، دانش بیانی از قواعد دستور زبان متعلق به دانش عمومی است، درحالی‌که حفظ سطرهای شعر کلاغ دانش مختص حوزه است. این تمایز مبتنی بر مجموعه‌ای از موارد است که کم‌وبیش کلی هستند بدون این‌که خط مشخصی بین انواع وجود داشته باشد. به عقیده پل کورتز، شش نوع دانش توصیفی وجود دارد: دانش ابزارهای موجود، پیامدها، حقایق خاص، قوانین علّی عمومی، ارزش‌های تثبیت‌شده و نیازهای اساسی. طبقه‌بندی دیگری بین دانش ساختاری و دانش ادراکی تمایز قائل می‌شود.

## ارزش
دانش اظهاری نقش مهمی در درک انسان از جهان دارد. زیربنای فعالیت‌هایی مانند برچسب زدن به پدیده‌ها، توصیف آن‌ها، توضیح آن‌ها و برقراری ارتباط با دیگران به کمک آن صورت می‌گیرد. ارزش دانش اظهاری به سودمندی آن در کمک به افراد برای دستیابی به اهدافشان بستگی دارد. به‌عنوان مثال، برای درمان یک بیماری، آگاهی از علائم و درمان‌های احتمالی آن مفید است. یا اگر فردی برای شغل جدید درخواست داده باشد، دانستن محل و زمان مصاحبه مهم است. دانش اظهاری به‌دلیل مستقل بودن از زمینه، می‌تواند برای کارهای مختلف مورد استفاده قرار گیرد و به‌دلیل ماهیتی فشرده، می‌توان آن را به‌راحتی ذخیره و بازیابی کرد. دانش اظهاری می‌تواند برای دانش رویه‌ای مفید باشد، برای مثال، با دانستن لیست مراحل مورد نیاز برای اجرای یک مهارت. همچنین نقش کلیدی در درک و حل مشکلات دارد و می‌تواند فرایند تصمیم‌گیری را هدایت کند. یک موضوع مرتبط در حوزه معرفت‌شناسی این است که آیا دانش اظهاری ارزشمندتر از باور واقعی است؟ این موضوع بدیهی نیست، زیرا برای بسیاری از اهداف، باور واقعی به اندازه دانش برای دستیابی به اهداف مفید است.
دانش اظهاری در درجه اول در مواردی که به‌صورت فوری مفید است به‌کار می‌آید. اما همه اشکال آن مفید نیستند. به‌عنوان مثال، به خاطر سپردن شماره تلفن‌های موجود در دفترچه تلفن، بعید است که منجر به آگاهی مفیدی شود. با این حال، اگر کسی موقعیتی را پیش‌بینی نکند که در آن مفید باشد، اغلب ارزیابی ارزش دانش دشوار است. در این رابطه، ممکن است اتفاق بیفتد که ارزش دانش ظاهراً بی‌فایده، دیر کشف شود. برای مثال، معادلات ماکسول که مغناطیس را به الکتریسیته مرتبط می‌کند، در زمان کشف بی‌فایده تلقی می‌شد تا این‌که دانشمندان تجربی چگونگی تشخیص امواج الکترومغناطیسی را کشف کردند. گاهی اوقات، دانش ممکن است ارزش منفی داشته باشد.